# Graïba
Graïba, scritto anche El Gheraïba, (in arabo الغريبة‎?) è una città  del centro della Tunisia.
Fa parte del governatorato di Sfax e  della delegazione di Graïba.   La città conta 14 647 abitanti.
La municipalità è situata a circa 30 chilometri a sud di Mahrès e ad una ventina a nord di Skhira.
Graïba è il capoluogo dell'omonima delegazione, che conta complessivamente 14 647 abitanti.
Si tratta di un villaggio agricolo situato sul bordo meridionale della grande oliveto di Sfax. Al giorno d'oggi, la città è un nodo ferroviario della linea Sfax-Gafsa, per il trasporto dei fosfati e della linea verso Gabès. Un importante oleodotto passa in prossimità della cittadina.